# Saint-Georges, Charente
Saint-Georges är en kommun i departementet Charente i regionen Nouvelle-Aquitaine i västra Frankrike. Kommunen ligger  i kantonen Ruffec som ligger i arrondissementet Confolens. År 2022 hade Saint-Georges 44 invånare.

## Befolkningsutveckling
Antalet invånare i kommunen Saint-Georges
Referens:INSEE